# Miguel J. Gutiérrez
General Miguel J. Gutiérrez fue un militar mexicano que participó en la Revolución mexicana. Nació en Cerro Prieto, distrito de Benito Juárez, Chihuahua en 1878. Se unió a Francisco Villa contra el régimen de Victoriano Huerta. Después de la Convención de Aguascalientes siguió en el villismo, al que atacó más tarde como miembro de las "Defensas sociales" de Chihuahua, en las que ocupó el cargo de segundo en jefe en 1922, y jefe supremo en 1923. A fines de ese año combatió a los rebeldes delahuertistas, por lo que el gobierno de su estado le otorgó el mando de las guardias municipales. En junio de 1927 se sublevó contra el gobierno del estado y fue perseguido por las mismas guardias, resultando muerto ese mismo año. 